# Clear Spot
Clear Spot är ett musikalbum av Captain Beefheart and The Magic Band. Albumet lanserades på Reprise Records 1972 och var Beefhearts sjunde studioalbum. De första utgåvorna av albumet gavs ut i ett omslag som omgavs av ett plastfodral med texten "Clear Spot" präglad. När de första utgåvorna sålts slut gavs albumet istället ut i ett traditionellt omslag med vit bakgrund. Albumet nådde #191 på Billboard 200 i USA.
Ett av albumets spår, "Her Eyes Are a Blue Million Miles" återfanns på soundtracket till filmen The Big Lebowski 1998.

## Låtlista
Sida 1
1. "Low Yo Yo Stuff" – 3:41
2. "Nowadays a Woman's Gotta Hit a Man" – 3:46
3. "Too Much Time" – 2:50
4. "Circumstances" – 3:14
5. "My Head Is My Only House Unless It Rains" – 2:55
6. "Sun Zoom Spark" – 2:13

Sida 2
1. "Clear Spot" – 3:40
2. "Crazy Little Thing" – 2:38
3. "Long Neck Bottles" – 3:18
4. "Her Eyes Are a Blue Million Miles" – 2:57
5. "Big Eyed Beans from Venus" – 4:23
6. "Golden Birdies" – 1:36

(Alla låtar skrivna av Captain Beefheart)

## Medverkande
Captain Beafheart and the Magic Band
- Captain Beefheart (Don Van Vliet) – sång, munspel
- Zoot Horn Rollo (Bill Harkleroad) – gitarr, slidegitarr, mandolin
- Rockette Morton (Mark Boston) – gitarr, basgitarr
- Ed Marimba (Arthur Dyer Tripp III) – trummor, percussion
- Oréjon (Roy Estrada) – basgitarr

Bidragande musiker
- Milt Holland – percussion
- Russ Titelman – gitarr
- The Blackberries – bakgrundssång